# San Juan (La Union)
San Juan è una municipalità di terza classe delle Filippine, situata nella Provincia di La Union, nella Regione di Ilocos.
San Juan è formata da 41 baranggay:
- Allangigan
- Aludaid
- Bacsayan
- Balballosa
- Bambanay
- Bugbugcao
- Caarusipan
- Cabaroan
- Cabugnayan
- Cacapian
- Caculangan
- Calincamasan
- Casilagan
- Catdongan
- Dangdangla
- Dasay
- Dinanum
- Duplas
- Guinguinabang
- Ili Norte (Pob.)
- Ili Sur (Pob.)

- Legleg
- Lubing
- Nadsaag
- Nagsabaran
- Naguirangan
- Naguituban
- Nagyubuyuban
- Oaquing
- Pacpacac
- Pagdildilan
- Panicsican
- Quidem
- San Felipe
- Santa Rosa
- Santo Rosario
- Saracat
- Sinapangan
- Taboc
- Talogtog
- Urbiztondo